# Sjöstadshöjden

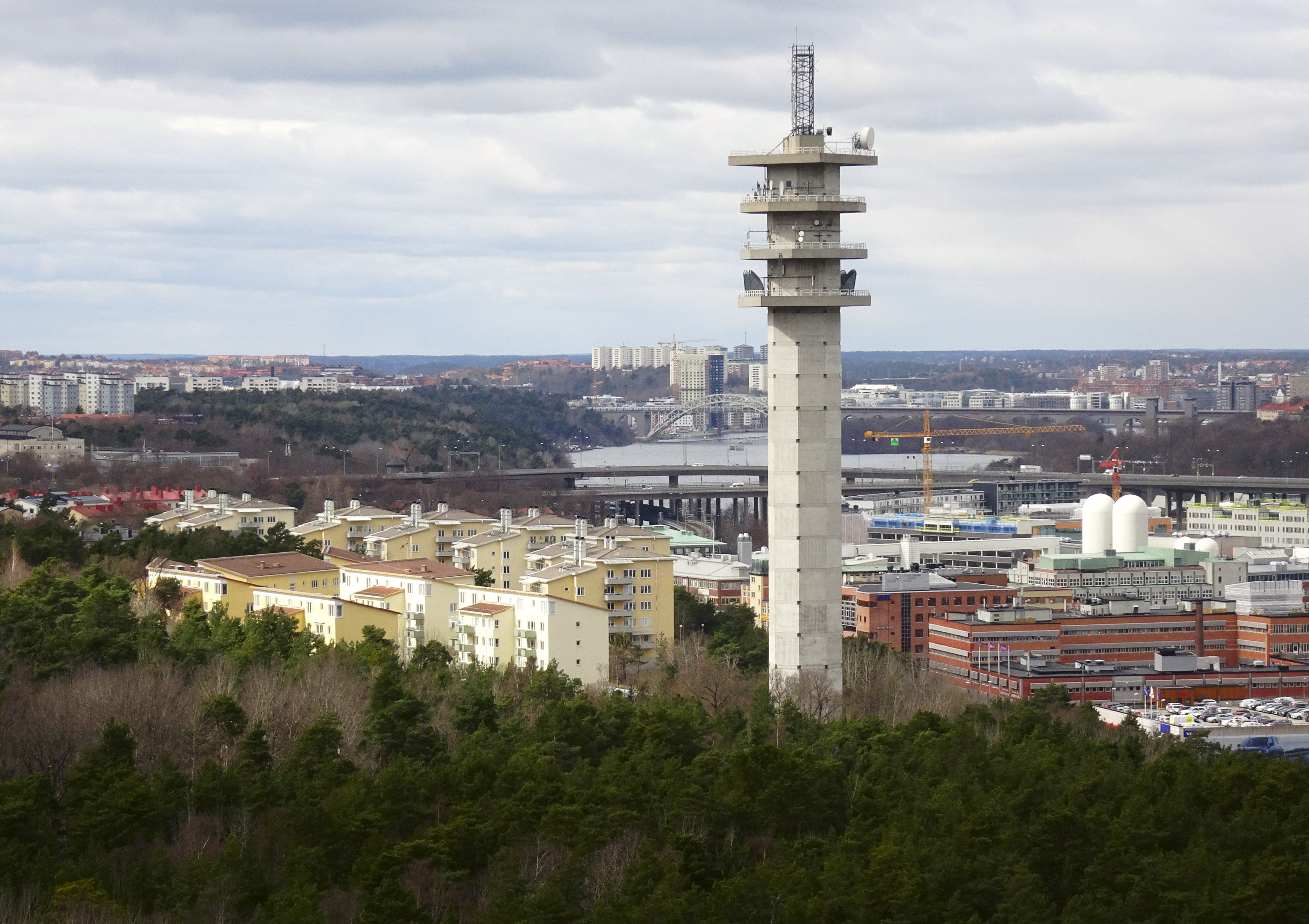
Projektområdet.

Sjöstadshöjden är ett kommande bostadsområde som planeras i Björkhagen, Hammarbyhöjden och Södra Hammarbyhamnen. Projektet ingår i programmet för Hammarbyhöjden-Björkhagen som godkändes av stadsbyggnadsnämnden 2016. I programmet pekas Sjöstadshöjden ut som ett utvecklingsområde för bostäder och verksamheter.
I området planeras för 400 nya bostäder, 4 000 arbetsplatser, förskola, hotell och ny lekplats. Hammarbyvägen och Hammarby Fabriksväg föreslås slås samman och utvecklas till en stadsgata med bebyggelse på bägge sidor av gatan. Samråd för projektet skedde under mars och april 2022 och antagande planeras till kvartal 1 2026 Byggstart beräknas tidigast ske 2026. 

## Stadsdelar kopplas samman
I Stockholms stads översiktsplan, antagen 2018, framgår att det finns strategiskt samband mellan Södra Hammarbyhamnen och Hammarbyhöjden-Björkhagen som löper genom Sjöstadshöjden. Sambandet har identifierats som en strategiskt viktig koppling för att uppnå målet om en sammanhängande stad. Genom Sjöstadshöjden vill Stockholms stad binda samman Hammarbyhöjden, Björkhagen och Hammarby sjöstad. Hammarbyvägen och Hammarby Fabriksväg utgör idag, tillsammans med branten mot Hammarbyhöjden i söder, en barriär mellan stadsdelarna. Planförslaget gör det möjligt att koppla samman de båda stadsdelarna. 

## Markanvisningar
Följande byggaktörer har fått markanvisningar för projektet. 
- NCC har markanvisning för cirka 13 000 kvadratmeter kontor.
- JM har markanvisning för cirka 70 hyresrätter.
- Humlegården har markanvisning för cirka 46 000 kvadratmeter kontor i två kvarter.
- Sveafastigheter har markanvisning för cirka 150 lägenheter, både bostadsrätter och hyresrätter.
- Familjebostäder har markanvisning för cirka 80 hyresrätter och en förskola med sex avdelningar.
- SMM har markanvisning för cirka 150 bostadsrätter.

## Panorama

Planområdet i vänster i bild i närheten av Hammarbytornet.